# Oramiella wisei
Oramiella wisei là một chi đơn loài nhện trong họ Agelenidae. Chúng được miêu tả năm 1973 bởi Raymond Robert Forster & Wilton, và chỉ được tìm thấy ở New Zealand.